# Коноваленко Павло Аврамович
Павло Аврамович Коноваленко (1939, Зелений Гай, Миколаївська область ― 2019) ― український майстер прикладного мистецтва, працював у техніці інтарсія.

## Біографія
Павло Аврамович Коноваленко народився 1939 року в селі Зелений Гай, Миколаївська область, його батько був тесляр. Отримав середню спеціальну освіту, працював слюсарем-газорізальником в Одесі. 
Як майстер декоративно-ужиткового мистецтва працював у техніці інтарсії ― інкрустації на дерев'яних предметах побуту та меблях. З дитинства навчався роботі з деревом у батьківській майстерні. Його першим твором, виконаним у техніці інкрустації по дереву, став невеликий столик, зроблений на замовлення сусіда. Столик був фанерований червоним деревом, а з білої берези інкрустований скрипковий ключ. 
У радянські часи Павло Кононенко був постійним учасником обласних, всеукраїнських та всесоюзних виставок народної творчості. Виконаний у техніці інтарсії портрет Миколи Гоголя був відзначений дипломом на обласній виставці народної творчості. 1969 року на обласному конкурсі подарункових виробів твори Кононенка були удостоєні першої премії. 1972 року на Республіканському фестивалі народної творчості Павло Кононенко був нагороджений золотою медаллю за декоративну таріль «Дружба». 
2007 року був обраний стипендіатом премії імені Палецького у категорії «Художня обробка дерева». 